# Cinnycerthia
Cinnycerthia är ett fågelsläkte i familjen gärdsmygar inom ordningen tättingar med fyra arter som förekommer i Anderna från Colombia till Bolivia:
- Rostgärdsmyg (C. unirufa)
- Sepiagärdsmyg (C. olivascens)
- Perugärdsmyg (C. peruana)
- Rödbrun gärdsmyg (C. fulva)